# 맥락막
맥락막(脈絡膜, choroid), 얼킴막, 또는 얽힘막은 공막과 망막 사이에 있으며, 혈관망이 분포한다.

## 같이 보기
- 망막